# 烈士陵园 (大通县)
烈士陵园，位于中华人民共和国青海省大通回族土族自治县城关镇毛伯胜村，为青海省市县级文物保护单位，公布日期为1986年10月20日，类型为近现代重要史迹及代表性建筑。
烈士陵园的历史年代为现代。